# MSGN1
MSGN1 (англ. Mesogenin 1) – білок, який кодується однойменним геном, розташованим у людей на 2-й хромосомі. Довжина поліпептидного ланцюга білка становить 193 амінокислот, а молекулярна маса — 20 778.
| 10         |  | 20         |  | 30         |  | 40         |  | 50         |
| ---------- |  | ---------- |  | ---------- |  | ---------- |  | ---------- |
| MDNLRETFLS |  | LEDGLGSSDS |  | PGLLSSWDWK |  | DRAGPFELNQ |  | ASPSQSLSPA |
| PSLESYSSSP |  | CPAVAGLPCE |  | HGGASSGGSE |  | GCSVGGASGL |  | VEVDYNMLAF |
| QPTHLQGGGG |  | PKAQKGTKVR |  | MSVQRRRKAS |  | EREKLRMRTL |  | ADALHTLRNY |
| LPPVYSQRGQ |  | PLTKIQTLKY |  | TIKYIGELTD |  | LLNRGREPRA |  | QSA        |

A: Аланін

C: Цистеїн

D: Аспарагінова кислота

E: Глутамінова кислота

F: Фенілаланін

G: Гліцин

H: Гістидин

I: Ізолейцин

K: Лізин

L: Лейцин

M: Метіонін

N: Аспарагін

P: Пролін

Q: Глутамін

R: Аргінін

S: Серин

T: Треонін

V: Валін

W: Триптофан

Кодований геном білок за функцією належить до білків розвитку. 
Задіяний у таких біологічних процесах, як транскрипція, регуляція транскрипції, диференціація клітин. 
Білок має сайт для зв'язування з ДНК. 
Локалізований у ядрі.